# Joaquim Ribeiro de Carvalho
Joaquim Ribeiro de Carvalho, mais conhecido por Ribeiro de Carvalho (Arnal, freguesia de Maceira, distrito de Leiria, 1880 — Lisboa, 1942), foi um político da Primeira República Portuguesa, jornalista, escritor, poeta e tradutor.

## Biografia
Joaquim Ribeiro de Carvalho nasceu em Arnal (Leiria), em 1880. Frequentou o Colégio Militar. Na cidade de Leiria frequentou o seminário, que abandonou. Edita os seus primeiros versos.
Torna-se militante da Carbonária. Republicano, participa na implantação da República, sendo um dos homens que em 1910, da varanda da Câmara de Lisboa, proclamaram a República. No novo regime ocupou vários cargos, entre os quais, o de deputado do Partido Liberal (entre 1911 e 1925).
Liga-se à Maçonaria. Continua a escrever e a publicar livros. Como jornalista, fundou e dirigiu o jornal A republica portugueza  (1910-1911) e colaborou no jornal humorístico  O Xuão  (1908-1910) bem como na revista literária Ave Azul (1899-1900), na revista luso-brasileira Brasil-Portugal (1899-1914), e ainda na Semana Portuguesa  (1933-1936).
Em 1926, após o pronunciamento militar e com a instauração da Ditadura, vai para a ilha da Madeira, de onde regressa em 1930 para voltar a ocupar direcção do jornal República.
Adquiriu a Quinta da Bela Vista, no Cacém, em Sintra, onde mandou construir uma casa. Inicialmente era utilizada aos fins-de-semana, depois, já no final da sua vida, passou a utilizá-la em permanência. Na Quinta existiu uma vinha e durante vários anos Ribeiro de Carvalho produziu o seu próprio vinho.
Ribeiro de Carvalho morreu em 1942 em Lisboa.
O nome de Ribeiro de Carvalho está ainda ligado à fundação da Associação dos Bombeiros Voluntários de Agualva-Cacém e a uma escola básica no Cacém.

## Obras
- Livro d'um Sonhador (1897)[6]
- Margaritas (1898)[6]
- Dolores (1899)[6]
- Terra de Portugal (1900)[6]
- Maria Salomé
- O Mar de Náufragos

## Honras e cargos
- 1906 - Ordem Militar de Sant'Iago da Espada
- 1923 - Sócio correspondente da Academia de Ciências de Lisboa.
- Presidente do Senado de Sintra.